# Pseudeustrotia dimera
Pseudeustrotia dimera är en fjärilsart som beskrevs av George Francis Hampson 1910. Pseudeustrotia dimera ingår i släktet Pseudeustrotia och familjen nattflyn. Inga underarter finns listade i Catalogue of Life.